# Pala (casino resort y spa)
Pala (casino resort y spa) es un casino y hotel situado al norte de San Diego, California cerca de I-15 en Pala, California en Pala Reserva India. Es propiedad y operado por la Pala Band of Mission Indians, una tribu reconocida federalmente. El hotel dispone de 507 habitaciones. El casino se compone de 2.300 máquinas slots cuando y 87 tablas.
El Spa Resort Casino Pala y tiene 30 000 ft² (2787,1 m²) de espacio para reuniones y la función. Se compone de 17 salas de reuniones que van en tamaño de 411 ft² (38,2 m²), y 20 000 ft² (1858,1 m²) salón de baile.

## Alojamiento
Pala tiene 507 habitaciones de lujo, incluyendo 82 suites.

## Historia
El complejo fue construido por el Perini Building Company en 2001, con una expansión, incluyendo un resort y spa terminado en 2003.

## Comedor
Hay diez restaurantes que se encuentran dentro del casino.

## Servicios
- El Gran Cabaret
- La barra central
- El Centro de Eventos Pala proporciona una capacidad para 2.400
- El teatro Starlight Palamar es un teatro al aire libre.
- Spa
- Piscina
- El área de boda (Blanco Gazebo)